# 任祥 (北朝)
任祥（492年—538年9月12日），字延庆
，一作延敬，广平郡（今河北省邯郸市鸡泽县）人，祖籍西河郡隰城县（今山西省汾阳市），北魏、东魏官员。

## 生平
任祥的伯父任桃在太和初年出任云中军将，任祥随伯父前往云中，在当地定居。任祥年少温和敦厚，有器量风度。最初任祥随葛荣反叛，葛荣封任祥为王，很是对他重用。葛荣失败后，任祥率领部众归降北魏，出任镇远将军、广宁郡太守、持节、北道都督，获赐爵西河县公。
任祥后随高欢起兵，出任给事黄门侍郎，在中兴初年屡次升任侍中、骠骑大将军、左光禄大夫，封魏郡开国公。太昌初年，任祥屡次升任尚书左仆射、开府仪同三司。任祥位望高显，能以宽和的态度接待宾客，人们称赞他。中兴元年（531年），斛斯椿挑起事端，任祥弃家北走，到河北郡率领当地百姓据城防守，以等待高欢。
永熙三年（534年），魏孝武帝西入关中，荆州蛮族不顺从朝廷，任祥出任持节、南道大都督前往将他们讨伐平定。天平二年（535年）四月，元庆和进攻东魏的城父，东魏丞相高欢派遣高敖曹率兵三万人前往项，窦泰率兵三万人前往城父，侯景率兵三万人前往彭城，以任祥为东南道行台仆射，节制调度各路军队。任祥在北济阴郡击败南梁仁州刺史黄道始，又在单父击败梁雋，俘虏斩首一万人，再度出任侍中。天平三年（536年），任祥再度出任侍中。当时范阳郡卢仲延率领黄河以北的流民在阳夏郡反叛，西兖州百姓田龙聚集部众相应，任祥出任大都督、东道军司，率领都督元整、叱列陀等人前往讨伐等討之。任祥很快出任行台仆射、徐州刺史。任祥在徐州大肆收受贿赂，但是行政不残酷，又礼敬士大夫，不给百姓造成痛苦。
天平四年（537年）九月，东魏司空侯景与大都督高敖曹、行台任祥、御史中尉刘贵、豫州刺史尧雄、冀州刺史万俟洛在虎牢关共同练兵。天平四年十月，颍州长史贺若统扣押颍州刺史田迅，占据颍州城向西魏投降，十一月，东魏派遣豫州刺史尧雄、广州刺史赵育、扬州刺史是云宝等人率领本州的军队总计两万人出兵颍川，想要收复被西魏占领的地区。西魏大都督宇文贵和乐陵公怡峰从洛阳率领率领步兵骑兵两千人救援。西魏部队驻扎在阳翟时，尧雄等人的部队已经越过马桥，距离颍川只有三十里，任祥也率领黄河以南的士兵四万多人，与尧雄会合。宇文贵进入颍川城。尧雄等人率军缓缓逼近，宇文贵率领一千人背靠城市布阵，与尧雄交战，宇文贵的战马被乱箭射中，就持短兵器徒步格斗。西魏士卒效命，尧雄大败，轻装逃走，赵育在阵前投降。西魏军缴获了东魏军的军用物资，俘虏一万多人，下令全部放回。任祥听说尧雄失败的消息，不敢继续前进。不久，怡峰率领五百骑兵支援宇文贵，宇文贵乘胜进逼任祥。任祥撤退到宛陵进行防守，宇文贵和怡峰乘胜追击到宛陵。当时天色昏暗，双方布阵相峙。次日天明，双方交战，任祥的军队大败，被俘虏和斩杀很多，任祥收拢部队回到北豫州。元象元年（538年）正月，任祥又和行台侯景、司徒高昂、大都督万俟受洛干等人在北豫州汇合，一起进攻颍川，将颍川攻克。元象元年八月初三（538年9月12日），任祥在邺城去世，虚岁四十七，朝廷赠予使持节、侍中、太保、录尚书事、都督幽安瀛冀定五州諸軍事、冀州刺史、太尉公，其余官职如故，当年十月廿三日（538年11月30日）葬于广平崇义乡吉迁里，儿子任胄继承爵位。

## 家庭

### 十九世祖
- 任安，西汉益州刺史[1]

### 祖父母
- 任可，北魏使持节、安西将军、青州刺史[1]
- 新兴秦氏，本州别驾、从事史秦龙之之女[1]

### 父母
- 任标，北魏使持节、征东将军、相州刺史[1]
- 太原王氏[1]

### 子女
- 任胄，东魏东郡太守、魏郡公
- 任氏，先后成为齐文宣帝和齐武成帝的妃嫔[18]

## 延伸阅读
[在维基数据编辑]
 《北齊書/卷19》，出自李百药《北齊書》